# خوسه لوئیس ناوارو
خوسه لوئیس ناوارو (اسپانیایی: José Luis Navarro‎؛ زادهٔ ۲۸ ژوئیهٔ ۱۹۶۲) دوچرخه‌سوار اهل اسپانیا است. وی در مسابقات تور دو فرانس و جیرو دیتالیا شرکت کرده است.